# Martyrs. Skazani na strach
Martyrs. Skazani na strach (fr. Martyrs) – francusko-kanadyjski horror z 2008 roku w reżyserii Pascala Laugiera. Zdjęcia kręcono w Quebecu.

## Linki zewnętrzne

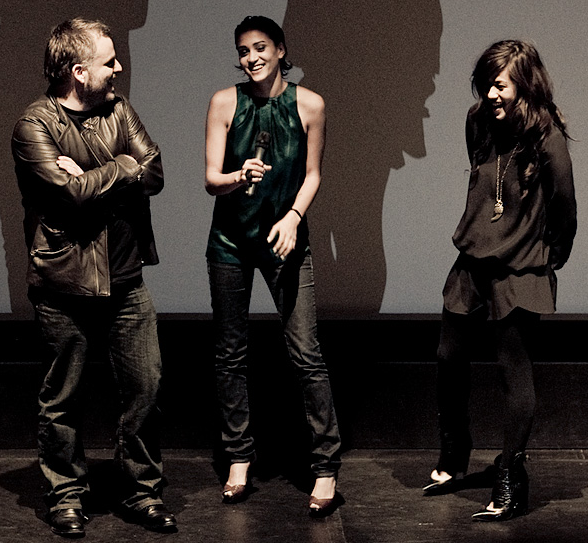
Reżyser i scenarzysta Pascal Laugier oraz członkinie obsady, Morjana Alaoui i Mylène Jampanoï, podczas projekcji filmu w Ryerson Theatre.

## Obsada
- Morjana Alaoui jako Anna
- Mylène Jampanoï jako Lucie
- Catherine Begin jako Mademoiselle
- Robert Toupin jako ojciec
- Patricia Tulasne jako matka
- Juliette Gosselin jako Marie
- Xavier Dolan-Tadros jako Antoine
- Isabelle Chasse
- Emilie Miskdjian
- Jessie Pham jako Lucie Jeune
- Erika Scott jako Anna Jeune
- Herve Desbois jako Orderly